# 氈
氈（羅馬化：kidis，羅馬化：kiyiz）是以動物毛料經濕、熱、擠壓等作用氈縮而成的片狀布料，具備吸震和保溫等功能，適於用作各種禦寒用品、襯墊材料、鞋或帽子等。
自1960年代起開始以化學纖維製氈。化纖氈片是吸油的特效材料，能吸收氈本身重量約15倍的油分，為許多工業廣泛使用。